# Auke Bijlsma
Auke Bijlsma (Sexbierum, 5 september 1946 - Amsterdam, 26 maart 2012) was van 1994 tot 2006 lid van de gemeenteraad van Amsterdam voor de PvdA. 
Bijlsma studeerde biologie aan de VU in Amsterdam en aan de Rijksuniversiteit Leiden. In de vroege jaren zeventig verzette hij zich als actief lid van de Actiegroep Nieuwmarkt tegen de verkeersplannen voor de Nieuwmarkt-buurt. Niet alleen wilde de gemeenste de metro dwars door de Nieuwmarkt bouwen, daar bovenop zou een autoweg in het verlengde van de Wibaustraat worden aangelegd. De autoweg kwam er niet, mede dankzij een rapport dat Bijlsma had geschreven. De metro kwam er wel, maar daar bovenop kwamen woningen en winkels in de kleinschalige bouwstijl van de buurt.      
In 1994 werd Bijlsma lid van de Amsterdamse gemeenteraad. Als woordvoerder verkeer en vervoer voor de PvdA had hij een sleutelrol bij de besluitvorming rond de Noord/Zuidlijn. Mede omdat inmiddels een nieuwe boortechniek kon worden toegepast, stemde hij uiteindelijk in met de aanleg van de Noord/Zuidlijn. In het boek Het wonder van de Noord/Zuidlijn van journalist Bas Soetenhorst speelt Bijlsma een prominente rol. De Opstapper, een klein busje dat tussen 2001 en 2010 reed over de Prinsengracht, kwam mede tot stand naar aanleiding van een motie van Bijlsma. 
Bij zijn  afscheid in 2006 was hij met twaalf jaar het langst zittende raadslid in Amsterdam. Als zodanig had hij ook enkele keren, bij afwezigheid van burgemeester Cohen, de gemeenteraad voorgezeten.
Bijlsma was de eerste secretaris van het Nederlands Instituut voor Biologie (NIBI) en later, tot zijn overlijden, werkzaam bij NWO, de Nederlandse Organisatie voor Wetenschappelijk Onderzoek. 
Hij overleed op 26 maart 2012. In 2017 vernoemde de gemeente Amsterdam een voetgangersbrug nabij de Nieuwmarkt naar hem.

## Externe bron
- Langstzittende raadslid Amsterdam Auke Bijlsma overleden in Het Parool
- Auke Bijlsma, Amsterdams icoon
- Herinneringssite
- Geert Mak, In Memoriam Auke Bijlsma, Binnenstad 252.